# Michael Troy

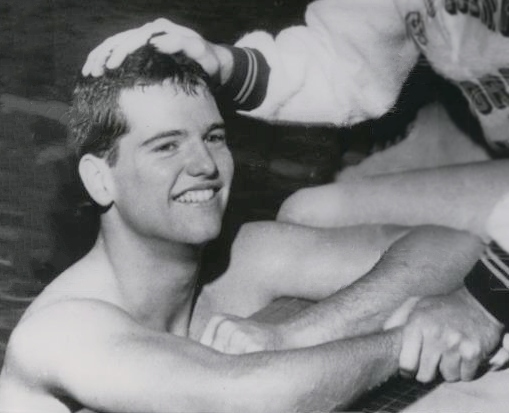
Troy, 1960

Michael Francis „Mike“ Troy (* 3. Oktober 1940 in Indianapolis; † 3. August 2019) war ein US-amerikanischer Schwimmer.
In seiner Paradelage 200 m Schmetterling wurde er bei den Olympischen Sommerspielen 1960 in Rom Olympiasieger. Außerdem gewann er bei den gleichen Spielen mit der 4 × 200-m-Freistilstaffel die Goldmedaille.
In seiner Laufbahn konnte er fünf Mal einen neuen Weltrekord über 200 m Schmetterling aufstellen.
Den Höhepunkt seiner Karriere erreichte Troy zwischen 1959 und 1960, während er an der Indiana University unter Trainer James Counsilman trainierte.
Nach seiner Karriere als Sportler wurde Michael Troy Schwimmtrainer sowie Funktionär im US-amerikanischen NOK und des US-amerikanischen Schwimmverbandes. Im Jahr 1971 wurde er in die Ruhmeshalle des internationalen Schwimmsports aufgenommen.